# Фельдбергер-Зеенландшафт
Фельдбергер-Зеенландшафт (нем. Feldberger Seenlandschaft, дословно — «Фельдбергский озёрный край») — коммуна в Германии, в земле Мекленбург-Передняя Померания.
Входит в состав района Мекленбург-Штрелиц. Население составляет 4651 человек (на 31 декабря 2010 года). Занимает площадь 199,57 км².

## Ссылки

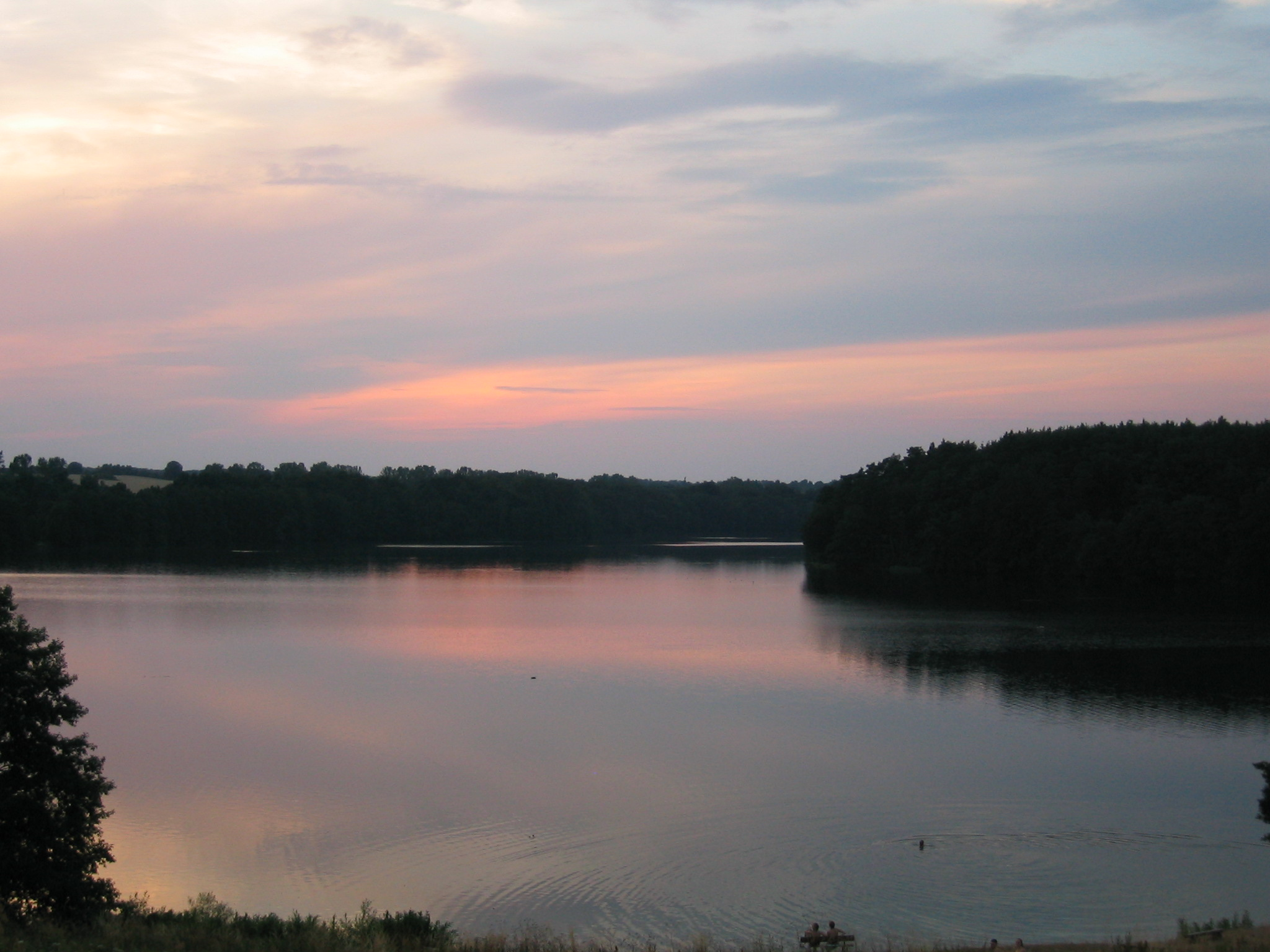
Фельдбергер-Зеенландшафт